# 彭景華
彭景華（ほう けいか）は台湾の囲碁棋士。中国囲棋会五品、台湾棋院七段。名人2期、国手2期など。

## 経歴
1985年、世界アマチュア囲碁選手権戦4位入賞。同年中国囲棋会九品（初段）、七品昇進。1988年に国手タイトルを獲得、五品昇進。1990、92年に名人位獲得。1995、2003年中環杯優勝。2000年に台湾棋院設立時に六段認定。2007年に勝ち数規定で台湾棋院七段昇段。
1990年には中国の全国囲棋個人戦にも参加。

### 主なタイトル歴
- 国手戦 1988、96年
- 名人戦 1990、92年
- 中環杯囲棋オープン戦 1995、2003年
- CMC杯電視快棋戦 2001年
- 東鋼杯プロ囲棋戦 2002年
- 棋霊王杯プロ囲棋戦 2002年

### 他の棋歴
- 永大杯戦 準優勝 1999年
- 聯電千禧杯戦 準優勝 2000年
- 十段戦 準優勝 2007年